# Eigil Ramsfjell
Eigil Ramsfjell, född den 17 mars 1955 i Oslo, Norge, är en norsk curlingspelare.
Han tog OS-brons i herrarnas curlingturnering i samband med de olympiska curlingtävlingarna 1998 i Nagano.